# Popis hrvatskih veleposlanika na Islandu
Republika Hrvatska i Island održavaju diplomatske odnose od 30. lipnja 1992. Sjedište veleposlanstva je u Kopenhagenu.

## Veleposlanici
Hrvatska nema rezidentno veleposlanstvo na Islandu. Veleposlanstvo Republike Hrvatske u Kraljevini Danskoj pokriva Republiku Island.
| Veleposlanik      | Postavljenje        | Opoziv              | Sjedište   |
| ----------------- | ------------------- | ------------------- | ---------- |
| Gjuro Deželić     | 17. kolovoza 1993.  | 1. travnja 1996.    | Kopenhagen |
| Mario Mikolić     | 26. kolovoza 1996.  | 31. listopada 2000. | Kopenhagen |
| Ana Marija Bešker | 18. listopada 2001. | 30. rujna 2005.     | Kopenhagen |
| Aleksandar Heina  | 16. ožujka 2006.    | 18. ožujka 2009.    | Kopenhagen |
| Ladislav Pivčević | 10. studenoga 2009. | 31. ožujka 2014.    | Kopenhagen |
| Frane Krnić       | 29. rujna 2014.     | 30. rujna 2018.     | Kopenhagen |

## Vanjske poveznice
- Island na stranici MVEP-a